# Dolní Bečva
Dolní Bečva település Csehországban, Vsetíni járásban. Dolní Bečva Trojanovice, Prostřední Bečva, Rožnov pod Radhoštěm és Vigantice településekkel határos. Lakosainak száma 1985 fő (2024. január 1.).

## Népesség
A település lakosságának változását az alábbi diagram mutatja:
| Lakosok száma | 1547 | 1395 | 1448 | 1381 | 1743 | 1772 | 1914 | 1913 | 1860 | 1985 |
|               | 1869 | 1890 | 1921 | 1950 | 1980 | 2001 | 2017 | 2019 | 2022 | 2024 |